# Drivaksel
En drivaksel er en aksel for kraftoverførsel. 
Drivakslen eller hovedakslen overfører kræfterne fra mekanisk energi til gearkassen, så gearkassen kan få en anden aksel, som er på den anden side af akslen, til at dreje hurtigere rundt, så den kan omdanne mere energi.